# レッツシュタット

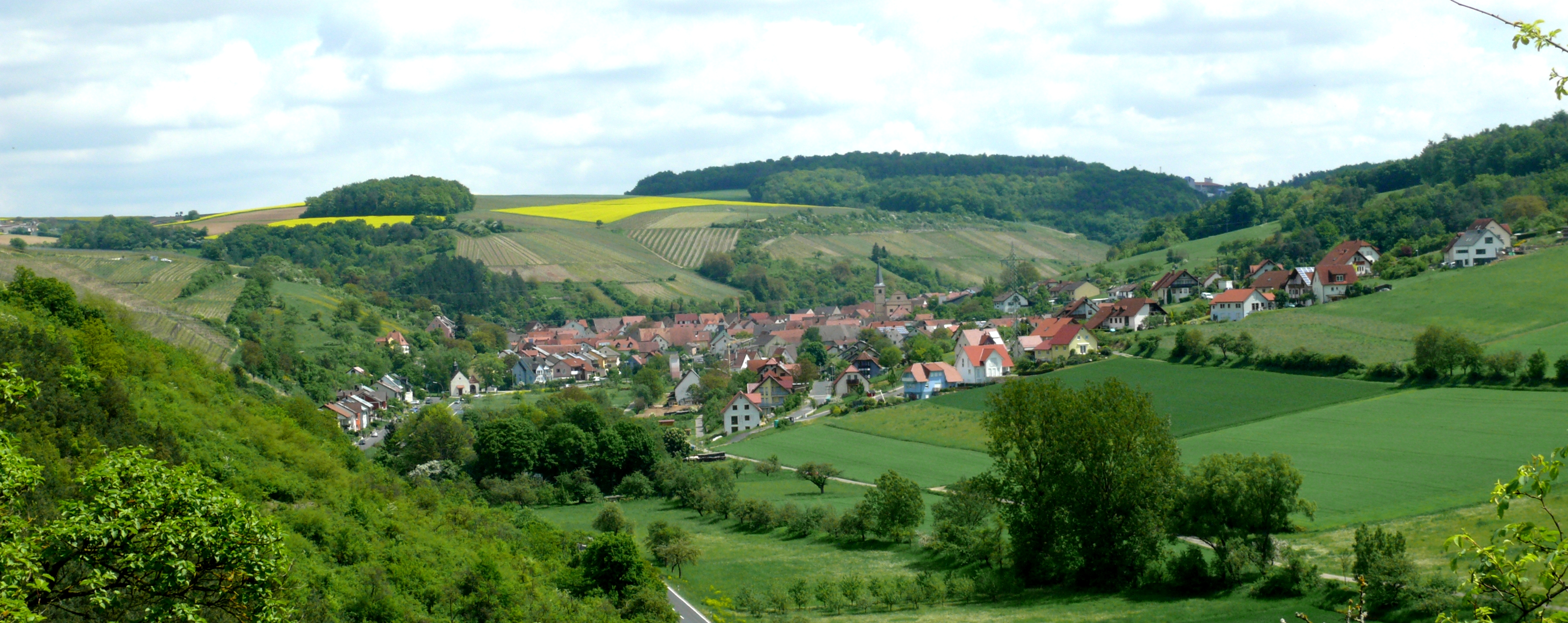
レッツシュタット

レッツシュタット (ドイツ語: Retzstadt) は、ドイツ連邦共和国バイエルン州ウンターフランケン行政管区のマイン＝シュペッサルト郡に属す町村（以下、本項では便宜上「町」と記述する）である。この町はツェリンゲン行政共同体に加盟している。

## 地理
レッツシュタットは、マイン川の横谷にあたるレッツ川（またはレッツバッハ川）沿いに位置している。
レッツシュタットは単一のオルトシャフト（行政上の地区）からなる。また、ゲマルクング（不動産上の地区）もレッツシュタットのみである。

## 地名

### 語源
レッツシュタットという地名は、レッツバッハでマイン川に合流する小川レッツバッハ川に由来する。

### 古い表記
この町は、様々な古地図や史料に以下のような表記で記されている。
| - 809年 Rezzistat - 820年 Rezestat - 891年 Rezistat - 948年 Rizzestat | - 1114年 Recistat - 1183年 Retzstat - 1633年 Retzstadt |

## 歴史
この集落は8世紀半ばに Reccisstadt という表記で初めて文献に記録されている。レッツシュタットはフランケン帝国クライスに属すヴュルツブルク司教領（聖堂参事会領）の一部であり、1803年に世俗化されてバイエルン領となった。その後プレスブルクの和約により、トスカーナ大公フェルディナントが創設したヴュルツブルク大公国に移されたが、1814年にバイエルン王国領に戻された。バイエルンの行政改革に伴う1818年の自治体令により現在の自治体が形成された。

## 住民

### 人口推移
1988年から2018年までの間にこの町の人口は1,553人から1,555人へ、2人、約 0.1 % 増加した。

## 行政

### 首長
2008年5月1日からカール・ゲルハルト (CSU) がこの町の町長を務めている。彼は2020年3月15日の選挙で 92.3 % の票を獲得して、さらに6年の任期を得た。ゲルハルト以前の町長は以下の通り。
- 1984年 - 2002年: ラインホルト H. メラー (CSU/Unabhängige Wählergruppe)
- 2002年 - 2008年: ジークフリート・シュミット (Christliche Freie Wähler)

### 議会
レッツシュタットの町議会は、12議席からなる。

### 姉妹自治体
レッツシュタットは以下の町と姉妹自治体関係にある。
- ムーアン（フランス語版、英語版） / モンドランヴィル（フランス語版、英語版）（フランス、カルヴァドス県）1990年

### 紋章
図柄: 基部は、銀地に赤いアンドレアス十字。主部は青地に銀のワイン圧搾機。

## 文化と見所

### 建築文化財
- 教区教会。バルタザール・ノイマンのプランに基づき建設された。

## 経済と社会資本

### 経済構造
公式統計によれば、2018年6月30日現在、レッツシュタットで働く社会保険支払い義務のある就労者は74人であった。これに対してこの町に住む社会保険支払い義務のある就労者の数は合計693人であった。また、2016年に40軒の農家があり、農業用地の面積は 1,322 ha で、このうち 1,121 ha が農耕地、134 ha が牧草地などの緑地であった。80 ha 以上の土地でブドウが栽培されている。
2000年にレッツシュタットは、EXPO 2000の19の外部バイエルン・プロジェクトの1つ「テレドルフ・レッツシュタット」として参加した。レッツシュタットは、田舎の地域発展に対する情報・コミュニケーション技術利用のモデルタウンとなった。

### 教育
この町には以下の教育期間がある。
- 保育園: 定員105人に対して園児数71人（2019年現在）[12]
- 基礎課程学校[13]: 教員3人、生徒数51人（2018/19年）[14]
- カトリックの公共図書館